# Dynamo Open Air
Das Dynamo Open Air war ein Musikfestival in den Niederlanden, das dort von 1986 bis 2005 fast jedes Jahr stattgefunden hat.

## Geschichte
Zunächst waren von Jahr zu Jahr exponentiell zunehmende Zuschauerzahlen zu verzeichnen: 1986 waren es 5.000 Zuschauer, die sich auf dem Parkplatz des Dynamo Rock-Clubs in Eindhoven einfanden, um dessen 5-jähriges Jubiläum zu feiern. Zum Höhepunkt der Festivalgeschichte 1995 war die Zuschauermasse auf 118.000 Personen angewachsen. Weil dies zu einer deutlichen Überlastung der Infrastruktur führte (unter anderem Rekord-Staus auf den Zufahrtswegen), wurde das Festival für 1996 nur mit der Auflage genehmigt, höchstens 60.000 Karten zu verkaufen. Von da an gingen die Zuschauerzahlen abwärts und die Organisatoren hatten beständige Probleme, einen dauerhaften Veranstaltungsort zu finden.
1999 wurde das Dynamo Open Air auf einer früheren Mülldeponie in der Nähe von Eindhoven veranstaltet. Im darauf folgenden Jahr stand ein erneuter Umzug in den Goffertpark in Nijmegen an. Erstmals fand das Festival außerhalb der Provinz Noord-Brabant statt, zum ersten Mal seit einigen Jahren dauerte es nur einen Tag (zuvor war das Dynamo stets ein 2- oder 3-Tage-Festival gewesen).
2001 glaubten die Organisatoren, in der Nähe der Stadt Lichtenvoorde endlich einen Ort gefunden zu haben, an dem das Dynamo eine dauerhafte Heimat finden könnte. Jedoch musste das Festival aufgrund der gerade aufgekommenen Maul- und Klauenseuche-Epidemie abgesagt werden. Die Auflage im Jahr 2002 des Festivals fand am Veranstaltungsort des Bospop-Festivals statt. Nach einem erneuten Ausfall des Festivals im Jahr 2003 konnte es 2004 wieder in Nijmegen stattfinden, wo es bereits im Jahr 2000 ausgerichtet wurde. Das vorerst letzte Festival fand 2005 am Ort des Dauwpop-Festivals statt, mit der wiedervereinigten Band Anthrax als Hauptattraktion.
Als Nachfolger wird seit 2015 das Dynamo Metal Fest ausgetragen.
Auf der schwarzen E-Gitarre von Andreas Kisser, die der Gitarrist von Sepultura in dem Musikvideo zum Song Dead Embryonic Cells spielt, der sich auf dem Album Arise von 1991 befindet, kann man einen Aufkleber mit dem Schriftzug des Dynamo Open Airs erkennen.

## Auftretende Bands (Auswahl)
7. September 1986:
Angel Witch, Avalon, Battlezone, The Chariot, Joshua, Onslaught, Satan
8. Juni 1987:
Destruction, Exumer, Mad Max, Stryper, Testament, Vengeance
23. Mai 1988:
Candlemass, Exodus, Lääz Rockit, Paradox, Sabbat, Toxik
15. Mai 1989:
Armored Saint, Forbidden, Holy Moses, Sacred Reich, Savatage
4. Juni 1990:
Death Angel, Mordred, Sacred Reich, Sepultura, Trouble, Vicious Rumors
20. Mai 1991:
Armored Saint, Extreme, Metal Church, Morbid Angel, Obituary, Primus, Psychotic Waltz
7. Juni 1992:
My Sister´s Machine, Paradise Lost, Pestilence, Prong, Rollins Band, Skyclad, Mordred, The Organisation
29./30. Mai 1993:
Annihilator, Anthrax, Biohazard, Fear Factory, Fudge Tunnel, Gorefest, Kong, Mercyful Fate, Monster Magnet, Nocturnal Rites, Suicidal Tendencies, Temple of the Absurd, Trouble, Wool
21./22. Mai 1994:
Clawfinger, Cynic, Danzig, Die Krupps, Forbidden, Gorefest, Kyuss, Life of Agony, Nerve, Pride & Glory, Prong, Sick of It All, Skyclad, The Organization, Urban Dance Squad, Vicious Rumors, Skintrade
2./3./4. Juni 1995:
35007, Biohazard, Blitz Babies, Brotherhood Foundation, Crash Worship, Dog Eat Dog, downset., Dub War, Earth Crisis, Eleven Pictures, Fear Factory, Grip Inc., Hate Squad, Horace Pinker, Life of Agony, Machine Head, Madball, Mary Beats Jane, Mental Hippie Blood, Motorpsycho, My Dying Bride, Nailbomb, Nevermore, No Fun at All, NRA, Orange 9mm, Overdose, Paradise Lost, Rape, Rich Kids on LSD, Schweisser, Shihad, Skyclad, Snapcase, Strawman, Sun, Tiamat, Trouble, Type O Negative, Undeclinable Ambuscade, Warrior Soul, Waving Corn, Cradle of Filth
24./25./26. Mai 1996:
59 Times the Pain, 7Zuma7, Altar, Anathema, Bambix, Channel Zero, CIV, Cooper, Dog Eat Dog, Down by Law, Dreamgrinder, Eboman, Frozen Sun, Galactic Cowboys, Gorefest, Gurd, H2O, Merauder, Millencolin, Neurosis, NRA, Orphanage, Osdorp Posse & Nembrionic, Pennywise, Pitchshifter, Pro-Pain, Ryker’s, Sacred Reich, Satanic Surfers, Savatage, Skippies, Skrew, Slapshot, Slayer, Spiritual Beggars, Strung Out, Stuck Mojo, The Exploited, The Gathering, Unsane, Venom, Voivod, White Devil
16./17./18. Mai 1997:
$400 Suits, Amorphis, Backfire!, Coal Chamber, Cradle of Filth, Deviates, Dimmu Borgir, Discipline, Entombed, Exodus, Goddess of Desire, Helmet, I Against I, Karma to Burn, Keaton, Korn, Laberinto, Machine Head, Marilyn Manson, Moonspell, Ni Hao, Occult, Orphanage, Pist.On, Rage, Samael, Satyricon, Secret Discovery, Sentenced, Sick of It All, Skinlab, Slo Burn, Slyce, SNFU, Sundown, Testament, Therion, Thumb, Tiamat, Totenmond, Type O Negative, Vision of Disorder, Voodoo Glow Skulls, Within Temptation
29./30./31. Mai 1998:
25 Ta Life, 7 Zuma 7, Agnostic Front, Atrocity, Blind Guardian, Cathedral, Coal Chamber, Cold, The Kovenant, Death, Deftones, Dimmu Borgir, Emperor, Enslaved, Far, Fates Warning, Fu Manchu, Good Riddance, Hammerfall, Hatebreed, (hed) p. e., Helloween, Iced Earth, Ignite, Immortal, In Flames, Incubus, Insane Clown Posse, Junkie XL, Kreator, Life of Agony, Limp Bizkit, Masters of Reality, Misfits, Oomph!, Orange Goblin, Pantera, Primal Fear, Pro-Pain, Rammstein, Refused, Saxon, Sevendust, sHeavy, Soulfly, Spiritual Beggars, Strapping Young Lad, Stratovarius, Stuck Mojo, Tech-9, Theatre of Tragedy, The Hellacopters, Think About Mutation, Tom Angelripper, Tura Satana, Within Temptation, Zebrahead
21./22./23. Mai 1999:
59 Times the Pain, Anathema, Angra, Apocalyptica, Arch Enemy, Atari Teenage Riot, Biohazard, Black Label Society, Cage, Cradle of Filth, Cryptopsy, Cubanate, Darkane, De Heideroosjes, Dimmu Borgir, Fear Factory, Gamma Ray, Gluecifer, God Dethroned, Grip Inc., Hypocrisy, In Extremo, Labyrinth, Lacuna Coil, Loudness, Madball, Manowar, Marduk, Merauder, Mercyful Fate, Meshuggah, Metallica, Monster Magnet, Nashville Pussy, Nebula, Nevermore, Nile, Nocturnal Rites, Out, Overkill, Peter Pan Speedrock, Pitchshifter, Run Devil Run, Stormtroopers of Death, Sodom, Spineshank, Static-X, System of a Down, The Gathering, The Haunted, Therion (mit Orchester), Trail of Tears, Troopers, Zeke
3. Juni 2000:
Destruction, Immortal, Iron Maiden, Kittie, Korn, Mayhem, P.O.D., Sentenced, Slipknot, Spiritual Beggars, Suicidal Tendencies, Testament, The Kovenant, Zeke
14. Juli 2002:
Autumn, Biohazard, Children of Bodom, Death Angel, Dropkick Murphys, Finntroll, Hermano, Opeth, Pain of Salvation, Peter Pan Speedrock, Soulfly, Strapping Young Lad, Within Temptation, Deadsoul Tribe, Zimmers Hole
5. Juni 2004:
After Forever, Agent Steel, Children of Bodom, Deicide, Dimmu Borgir, Ill Niño, Life of Agony, Mastodon, Nightwish, Oomph!, Shadows Fall, Slayer, Soulfly
7. Mai 2005:
3 Inches of Blood, Anthrax, Evergrey, Gorefest, Jon Oliva’s Pain, Lääz Rockit, Masterplan, Mercenary, Obituary, Still Remains, Testament, Trivium.